# M10 (Armenien)
Die M10 (armenisch: Մ 10) ist eine Hauptstraße in Armenien. Sie ist eine Nord-Süd-Route durch das Zentrum des Landes entlang des Sewansees von Sewan nach Getap.

## Geschichte
Die M10 ist eine alternative Nord-Süd-Verbindung zwischen den Städten im Norden und im Süden Armeniens. Darüber hinaus hat sie eine touristische Funktion als Teil der Ringstraße um den Sewansee.

## Orte an der Strecke
- Sewan
- Gawar
- Martuni
- Selim-Karawanserei
- Getap